# Valdas Benkunskas
Valdas Benkunskas (sinh ngày 1 tháng 11 năm 1984) là chính khách người Litva. Hiện tại, ông đang giữ chức vụ làm thị trưởng Vilnius kể từ ngày 26 tháng 4 năm 2023.